# Eana jaechki
Eana jaechki is een vlinder uit de familie bladrollers (Tortricidae). De wetenschappelijke naam is voor het eerst geldig gepubliceerd in 1959 door Razowski.
De soort komt voor in Europa.